# Calcio ai XVIII Giochi panamericani
I tornei di calcio ai XVIII Giochi panamericani di Lima si sono svolti da domenica 28 a sabato 10 agosto 2019. Gli incontri si sono disputati all'Estadio Universidad San Marcos, che ha una capienza di 32.000 spettatori. Al torneo maschile hanno partecipato rappresentative nazionali Under-22, mentre il torneo femminile non aveva limiti di età delle giocatrici. Ai tornei, sia maschile che femminile, hanno preso parte otto squadre, al primo turno divise in due gruppi da 4 squadre ciascuno.

## Calendario
| P | Preliminari | ½ | Semifinali | B | Finale 3°-4° | F | Finale 1°-2° |

| Evento ↓ / Data → | Dom 28 | Lun 29 | Mar 30 | Mer 31 | Gio 01 | Ven 02 | Sab 03 | Dom 04 | Lun 05 | Mar 06 | Mer 07 | Gio 08 | Ven 09 | Ven 09 | Sab 10 | Sab 10 |
| ----------------- | ------ | ------ | ------ | ------ | ------ | ------ | ------ | ------ | ------ | ------ | ------ | ------ | ------ | ------ | ------ | ------ |
| Uomini            |        | P      |        |        | P      |        |        | P      |        |        | ½      |        |        |        | B      | F      |
| Donne             | P      |        |        | P      |        |        | P      |        |        | ½      |        |        | B      | F      |        |        |

## Podi
| Evento                      | Oro       | Argento   | Bronzo     |
| Torneo maschile (dettagli)  | Argentina | Honduras  | Messico    |
| Torneo femminile (dettagli) | Colombia  | Argentina | Costa Rica |